# Salix breviserrata
Salix breviserrata es una especie de sauce perteneciente a la familia de las salicáceas. Se encuentra en el sur de Europa en los Alpes, y en la península ibérica en la cordillera Cantábrica, especialmente en los Picos de Europa, Somiedo, y la sierra y valle del Híjar (Valle de Campoo).

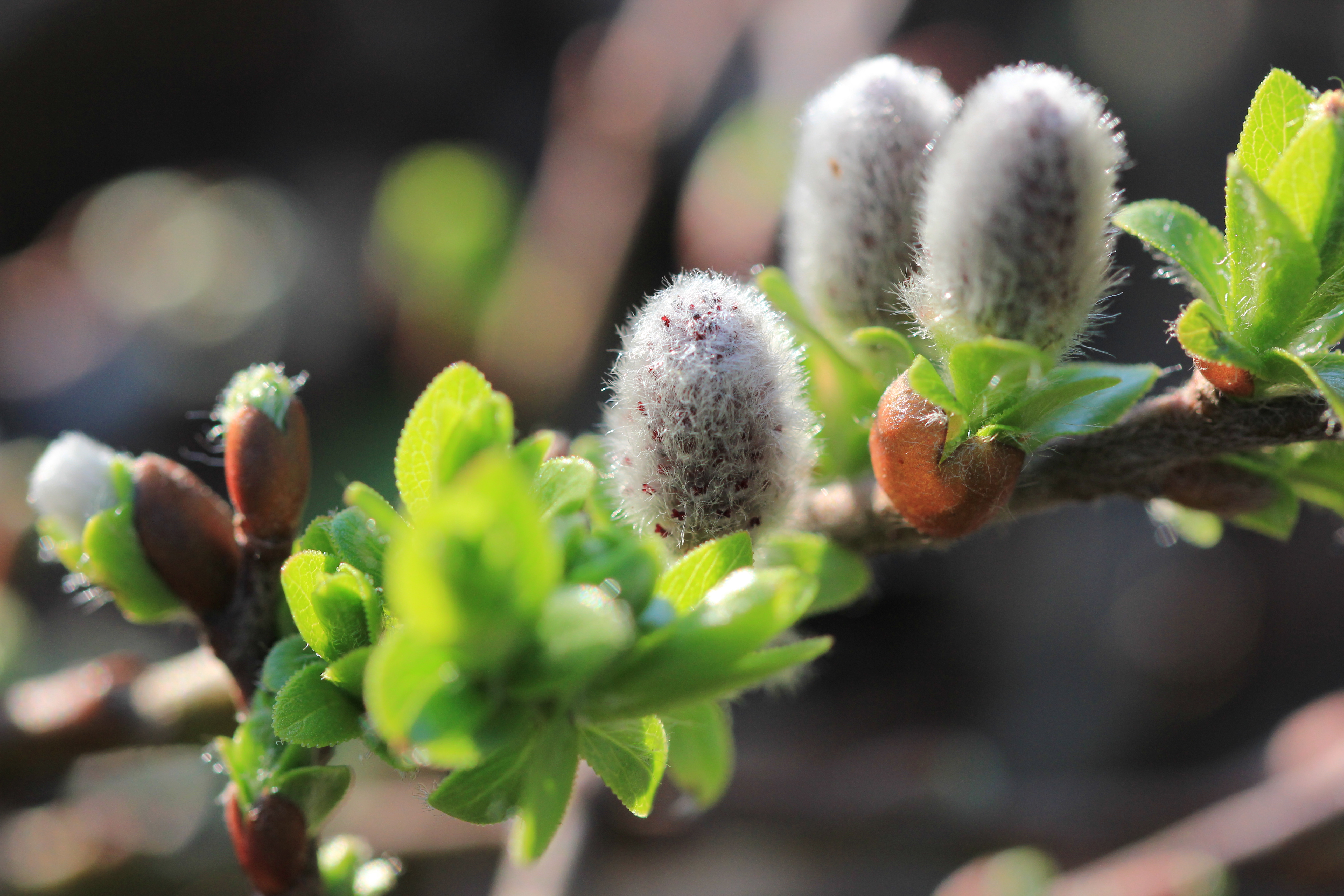
Detalle de la planta

## Descripción
Es un arbusto que alcanza un tamaño de 0,1-0,2 (0,4) m de altura, ± rastrero. Las ramas nudosas, al principio glabrescentes, luego glabras, castaño-rojizas o pardo-grisáceas. Las hojas de 2(5) × 1-2 cm, de lanceoladas a elípticas o transovado-lanceoladas, agudas o más raramente obtusas en el ápice, redondeadas o cortamente atenuadas en la base, con el margen dentado-serrado, glanduloso, haz y envés normalmente glabros, a veces pelosas, verdes y brillantes, sin glaucescencia por el envés, con 3-5 pares de nervios secundarios, prominentes en ambas caras; pecíolo corto, de menos de 0,5 cm; estípulas ovado-lanceoladas, de lados iguales, agudamente aserradas, a veces inexistentes. Amentos de hasta 3 × 1 cm, coetáneos, a veces tardíos, terminales o subterminales, sobre pedúnculos largos, con brácteas foliáceas y con raquis peloso; brácteas florales transovadas, con el ápice obtuso, obscuro, pubescentes. Flores con un nectario de color violeta; las masculinas con 2 estambres, de filamentos libres, glabros, y anteras purpúreas o negras, luego violáceas; las femeninas de pistilo subsésil o sésil, tomentoso, glabrescente en la madurez, purpúreo o rojo-violeta, de estilo largo, purpúreo, y estigmas bífidos purpúreos.

## Taxonomía
Salix breviserrata fue descrita por Björn Gustaf Oscar Floderus y publicado en Arkiv för Botanik 29A(18): 41, in obs., 44, en el año 1940
Citología
Número de cromosomas de breviserrata (Fam. Salicaceae) y táxones infraespecíficos: 2n = 38; n = 19.
Etimología
Salix: nombre genérico latino para el sauce, sus ramas y madera.
breviserrata: epíteto latino que significa "brevemente serrada".
Sinonimia
- Salix breviserrata subsp. fontqueri T.E. Díaz & al. in Fontqueria 21: 10 (1988)
- Salix myrsinites L., Sp. Pl.: 1018 (1753), p.p.